# Florence (Alabama)
Florence é uma cidade localizada no estado americano do Alabama, no Condado de Lauderdale.

## Geografia
De acordo com o United States Census Bureau tem uma área de 64,8 km², dos quais 64,6 km² cobertos por terra e 0,2 km² por água. Florence localiza-se a aproximadamente 186 m acima do nível do mar.

### Localidades na vizinhança
O diagrama seguinte representa as localidades num raio de 16 km ao redor de Florence.

## Demografia
Segundo o censo nacional de 2010, sua população é de 39 319 e sua densidade populacional é de 590,2 hab/km².